# Lágrimas negras
Lágrimas negras es un reconocido bolero cubano compuesto por Miguel Matamoros en el año 1929. En ese año, viajó a Santo Domingo y, durante su estancia, se hospedó en el hostal de la señora Luz Sardaña. Un día, el músico escuchó el llanto incesante de la mujer en una de las habitaciones. Como pasaba el tiempo y el llanto no cesaba, Matamoros decidió preguntar a Doña Luz que fue lo que pasó. Allí se enteró de toda la historia: su enamorado la había dejado la noche anterior por otra mujer. Escuchar el sufrimiento y la desesperación de la abandonada le hizo componer “Lágrimas Negras".
Originalmente se compuso como un tango, pero la versión que grabó se considera el primer ejemplo de un nuevo género, una fusión de son y bolero, llamado bolero-son. Las versiones de la canción incluyen un trabajo instrumental febril y jazzístico del pianista Ángel Rodrígues y versiones de los cubanos Compay Segundo y Omara Portuondo. La pieza fue interpretada por primera vez en 1930 en compañía de Siro Rodríguez y Rafael Cueto, con los cuales había formado en 1925 en Santiago de Cuba el famoso y prolífico Trío Matamoros.  La canción fue grabada al año siguiente bajo el sello RCA Víctor, del cual eran artistas exclusivos.

## Algunos intérpretes
•Jorge Rojas Cantautor argentino, productor discográfico y poeta https://www.jorgerojas.info/musica/
- Trío Matamoros
- Los Guaracheros de Oriente
- El cubano Eliades Ochoa

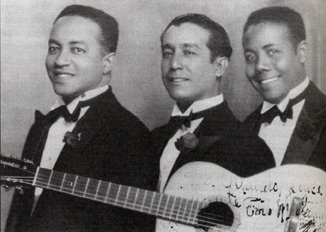
El Trío Matamoros, hacia 1930. Fueron los primeros intérpretes de la canción.

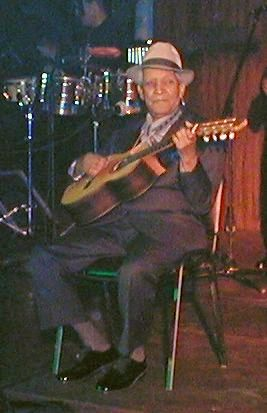
Compay Segundo.

- El pianista Bebo Valdés & Cachao Valdez
- El pianista Bebo Valdés & Diego «el Cigala» acompañados por Paquito D'Rivera en 2002 (y también con Alicia Keys en un concierto en Madrid en 2003)
- Compay Segundo (y también a dúo con Cesária Évora)
- Daniel Santos
- Omara Portuondo
- Sara Montiel
- Celia Cruz
- Olga Guillot
- María Teresa Vera
- El cantante uruguayo José «Pepe» Guerra
- La cantante española María Dolores Pradera (y también a dúo con Cachao López y con Diego el Cigala)
- Astrid Hadad, actriz, cantante y cabaretera mexicana, en su Álbum "Corazón Sangrante" editado en 1995
- Vieja Trova Santiaguera
- Orquesta Aragón
- NIA a dúo con Celia Cruz
- Adalberto Álvarez
- Dan Den
- Barbarito Díez
- El dominicano Cuco Valoy
- El puertorriqueño José Feliciano
- Chucho Valdés y el grupo Irakere
- Rubén Blades
- Oscar Chávez
- El cantante español  Javier García
- Miguel Oblitas Bustamante y la Orquesta Música del Mundo.
- El cantante argentino Jorge Rojas
- Adalberto Santiago
- Azul azul
- José Alfredo Jiménez y Alicia Juárez
- Los Sabandeños
- El Cigala
- Panteón Rococó a duó con Denise Gutiérrez (popurrí con la canción «La Dosis Perfecta» en vivo para el álbum XX años)
- Neutro Shorty
- Rita Payés
- Nuria Rovira Salat
- Buena Vista Social Club
- Ana Guerra hizo su particular versión en la novena edición del programa de TVE Operación Triunfo 2017.
- Los Pericos
- Aníbal De Gracia
- Aldapeko Basque Latin Jazz hizo su adaptación instrumental en el álbum Iri goienetik (2024)
- Los Chilenos Macha y el Bloque Depresivo y Álvaro Henriquez en el año 2012 en París, Francia